# 中村大夢
中村 大夢（なかむら ひろむ、2004年7月17日 - ）は、日本の男性プロレスラー。鳥取県出身。プロレスリングFREEDOMS所属。
プロレスラーを目指したきっかけは映画「狂猿」。

## 来歴
2024年3月22日、FREEDOMS後楽園ホール大会にて佐々木貴を相手にデビュー。FREEDOMSの生え抜きとしては4人目となる。
5月12日、FREEDOMS大阪・平野区民ホール大会に出場予定だったが、練習中に右足首を負傷したため、欠場に入る。